# Ortolans à la provençale

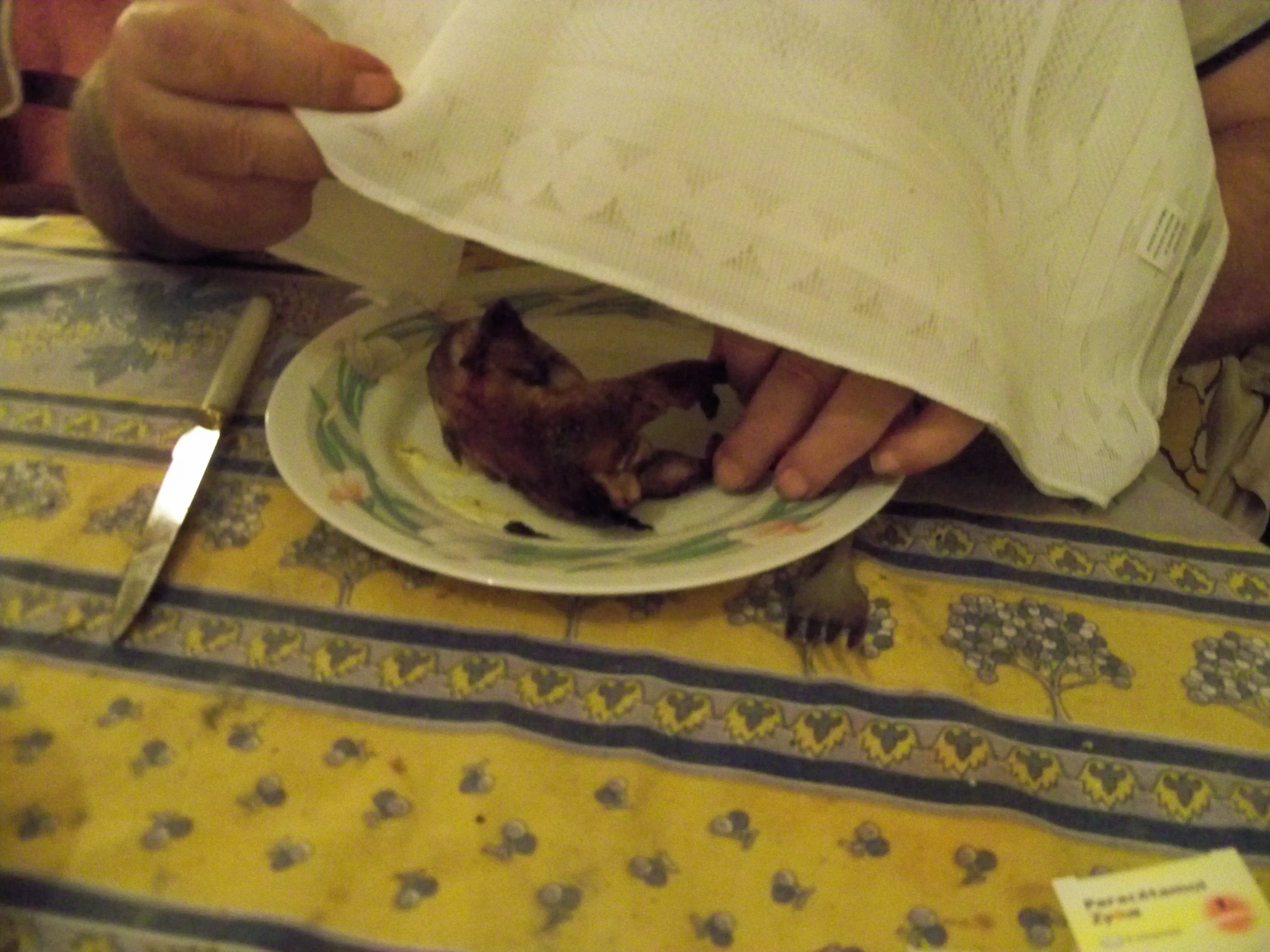
Ortolan à la provençale (mise en scène).

Les ortolans à la provençale sont un mets dont Alexandre Dumas donne la recette dans son Grand livre de la cuisine paru en 1873. La chasse et la commercialisation des ortolans étant interdites depuis la fin du XXe siècle, la façon de préparer ce plat est entrée dans l'histoire de la gastronomie tout en sortant des assiettes des gourmets.

## Recette historique
Le romancier indiquait, parmi d'autres recettes consacrées aux ortolans : 

« Prenez autant de grosses truffes que vous en pourrez trouver ; prenez autant d'ortolans que vous aurez de truffes, coupez vos truffes en deux, creusez-y une place pour votre ortolan, placez-le, enveloppé d'une double barde très mince de jambon cru, légèrement humectée d'un coulis d'anchois ; garnissez vos truffes d'une farce composée de foies gras et de moelle de bœuf : liez-les de façon que vos ortolans n'en puissent sortir. Rangez vos truffes garnies d'ortolans dans une casserole à glacer ; mouillez avec une demi-bouteille de vin de Madère et même quantité de mirepoix ; faites cuire pendant vingt minutes à casserole couverte ; égouttez les truffes, passez le fond à travers le tamis de soie, dégraissez et faites réduire de moitié ; ajoutez de l'espagnole et faites réduire jusqu'à ce que la sauce masque la cuiller, passez-les à l'étamine, dressez vos truffes en buisson, et servez la sauce à part. »

## Du mythe…

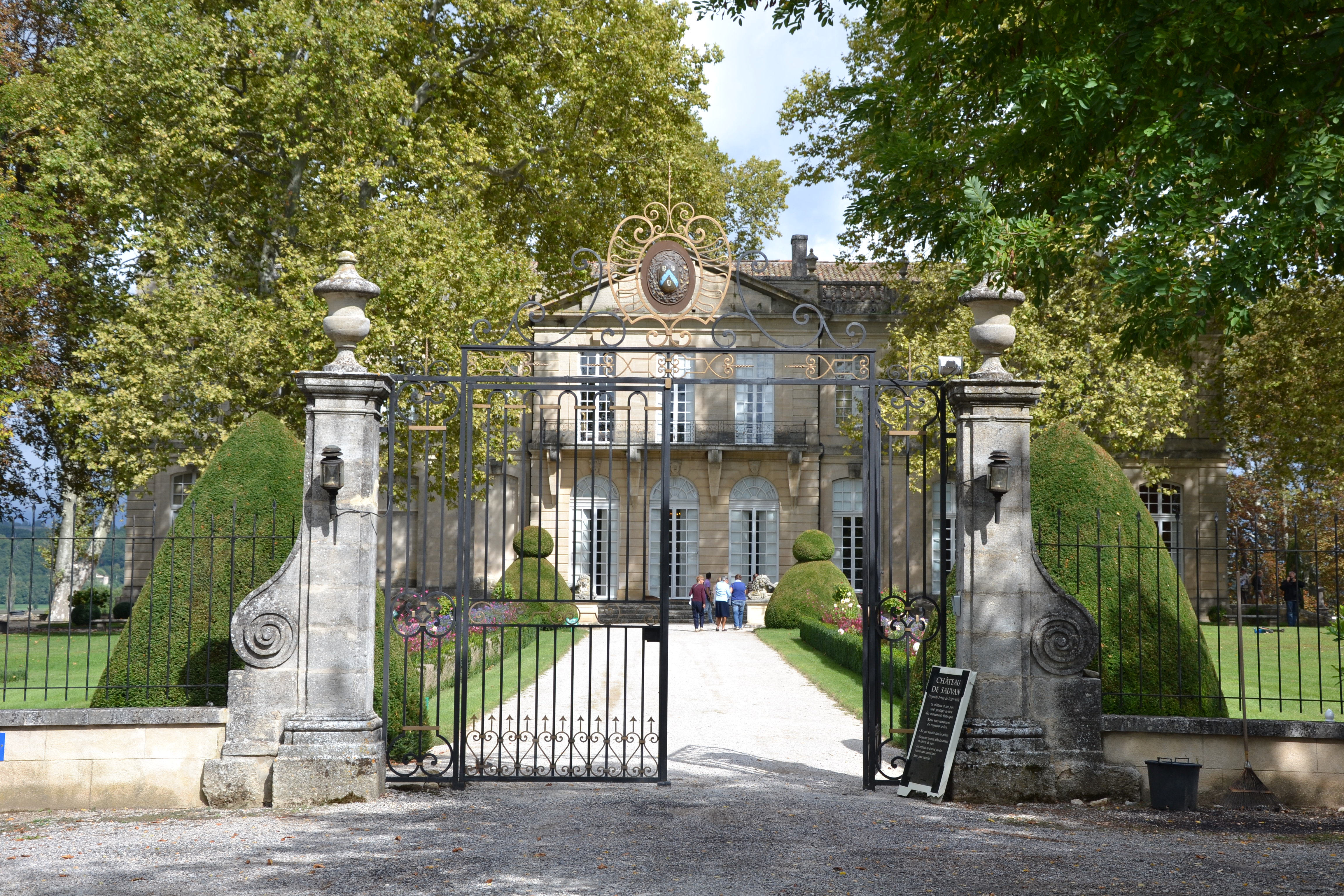
Entrée du château de Sauvan à Mane.

Cette recette est totalement ignorée de Jean-Baptiste Reboul qui n'en parle pas dans sa Cuisinière provençale, ouvrage pourtant publié en 1897 soit à peu près un quart de siècle après qu'ait été édité le Grand livre de la cuisine (1873). Gilles et Bleuzen du Pontavice, citant in extenso la recette de Dumas dans le chapitre consacré au château de Sauvan à Mane, expriment leurs doutes en concluant : « On notera que les truffes doivent être très grosses ou les ortolans très petits. »
Ils font référence, par contre, à Pierre Magnan qui, dans son ouvrage La Folie Forcalquier, narre l'ortolanade annuelle du comte Pons à Sauvan — rebaptisé Gaussan — où chaque convive se camoufle sous un arceau d'osier garni de lin pour avaler les « petits oiseaux ». Le romancier commente : « Tout Forcalquier et son terroir montaient alors dans mes narines en un arôme sublime et, en dépit de ma pitié pour ces oiseaux sacrifiés, je ne devais jamais oublier. »

## … à la réalité
Jean-Marie Decorse, dans un article qu'il signe dans La Dépêche du Midi en date du 14 septembre 2006 écrit en préambule : « On n'est pas au pays de Giono, mais bien dans le Sud-Ouest. Ici aussi, le bonheur du chasseur est à son comble quand on lui parle d'ortolan sur canapé, mets qui a toujours figuré sur la table des empereurs. Dans ses menus préférés, Alexandre Dumas place les ortolans à la provençale à la même place que le dindon bourré de truffes du Périgord, la caille truffée à la moelle ou bien les épinards à la graisse de caille. »
À la table impériale se sont substitués table présidentielle et table ministérielle. Catherine Coroller, le 9 janvier 1997, montrait du doigt François Mitterrand et Alain Juppé, alors premier ministre, grands amateurs d'ortolans. Le président aurait dégusté des ortolans lors de son dernier réveillon, le 31 décembre 1995. Quant à Alain Juppé, dans une interview datée du 23 décembre 1996, il avouait avoir sacrifié à un rite typiquement landais en mangeant, lui aussi, des petits oiseaux. Le premier ministre se justifiait en expliquant : « Ce qui est amusant au sujet des ortolans, c'est qu'il est interdit de les chasser et de les commercialiser mais, dans les bons endroits, on en trouve toujours. » Depuis, le bruant ortolan a été classé espèce protégée par l'arrêté du 5 mars 1999.

## Constat
La revue de presse de la Mission Agrobiosciences du 3 septembre 2007 précise : « Les ortolans, oiseaux très prisés des gourmets mais protégés, sont capturés afin d’être engraissés et pourraient se revendre 100 à 150 euros pièce aux plus grands restaurateurs. » Et quand on sait que le cours de la truffe se situe entre 600 et 800 € le kilogramme, un ortolan à la provençale de contrebande n'est pas à la portée de toutes les bourses.